# Black Diamond: The Anthology
『Black Diamond: The Anthology』（ブラック・ダイアンモンド ジ・アンソロジー）は、ストラトヴァリウスのコンピレーション・アルバム。2006年4月24日にFinnvox Studiosから発売された。

## 概要
ストラトヴァリウスのファーストアルバム『フライト・ナイト』から15作目のアルバム『ストラトヴァリウス』から選曲された合計時間3時間を越える2枚組コンピレーションアルバムである。スペイン・ロシア・イタリアなどでリリースされた。日本版未発売。

## 収録曲

### Disc 1
1. Future Shock (4:33)
2. Break The Ice (4:39)
3. The Hands Of Time (5:34)
4. Twilight Time (5:49)
5. Out Of The Shadows (4:07)
6. Hold Onto Your Dream (3:38)
7. Dreamspace (6:00)
8. Atlantis/Abyss (6:15)
9. Shattered (3:30)
10. Against The Wind (3:48)
11. Distant Skies (4:10)
12. Stratovarius (Instrumental) (6:22)
13. Twilight Symphony (7:00)
14. Speed Of Light (3:03)
15. Father Time (5:01)

### Disc 2
1. Will The Sun Rise? (5:07)
2. Stratosphere (Instrumental) (4:52)
3. Forever (3:06)
4. The Kiss Of Judas (5:41)
5. Black Diamond (5:48)
6. Forever Free (6:00)
7. Paradise (4:27)
8. S.O.S. (4:16)
9. No Turning Back (4:22)
10. 4000 Rainy Nights (6:01)
11. Playing With Fire (4:16)
12. Hunting High And Low (4:08)
13. Will My Soul Ever Rest In Peace? (4:54)
14. Eagleheart (3:50)
15. I Walk To My Own Song (5:03)
16. Maniac Dance (4:34)

## 参加ミュージシャン
- ティモ・トルキ - Guitar, Vocals, Bass
- ヤリ・カイヌライネン - Bass
- イェンス・ヨハンソン - Keyboards
- ヨルグ・マイケル - Drums

| スタブアイコン | サブスタブ | この項目は、まだ閲覧者の調べものの参照としては役立たない、アルバムに関連した書きかけの項目です。この項目を加筆・訂正などしてくださる協力者を求めています（P:音楽/PJ:アルバム）。 |